# 木村耕一
木村 耕一（きむら こういち、1959年（昭和34年）-） は、富山県出身のエッセイスト。富山大学人文学部中退。東京都在住。

## 編著書
- 『こころの道』
- 『こころの朝』
- 「思いやりのこころ』
- 『まっすぐな生き方』
- 『親のこころ』１～３
- 『こころ彩る徒然草　兼好さんとお茶をいっぷく』
- 『こころに響く方丈記』
- 『こころきらきら枕草子』
- 『美しき鐘の声　平家物語』１～３